# Jewgienij Szubin
Jewgienij Gieorgijewicz Szubin (ros. Евгений Георгиевич Шубин, ur. 5 sierpnia 1947 w Stalingradzie) – radziecki lekkoatleta, specjalista skoku w dal, medalista mistrzostw Europy z 1974.
Zdobył brązowy medal w skoku w dal na mistrzostwach Europy w 1974 w Rzymie, przegrywając jedynie ze swym kolegą z reprezentacji Wałerijem Podłużnym i Nenadem Stekiciem z Jugosławii Ustanowił wówczas swój najlepszy wynik w karierze – 7,98 m.
Był brązowym medalistą ZSRR w skoku w dal w 1974.
W 1972 ukończył Leningradzki Uniwersytet Państwowy im. Andrieja Żdanowa. Po zakończeniu kariery pracował jako wykładowca w katedrze kultury fizycznej i sportu Petersburskiego Państwowego Uniwersytetu Oprzyrządowania Lotniczego, dochodząc do stanowiska profesora. Ma stopień kandydata nauk pedagogicznych.